# Werner Kurz
Werner Kurz (* 12. April 1924 in München) ist ein deutscher Kameramann.

## Leben
Kurz absolvierte eine Ausbildung zum Schauspieler an der Schule Reimann in Berlin, entschied sich nach dem Zweiten Weltkrieg aber für eine Laufbahn hinter der Kamera. In den 1950er Jahren war er als Kameraassistent von Heinz Schnackertz an Spielfilmen wie Der Bettelstudent (1956) und Kleiner Mann ganz groß (1956) beteiligt.
Seit 1960 fungierte er als Chefkameramann. Beim Kino wurde Kurz vorwiegend für Sexfilme herangezogen, während er beim Fernsehen unter anderem auch für die Aufnahmen von drei Tatort-Episoden verantwortlich zeichnete.

## Filmografie
- 1955: San Salvatore
- 1960: The Horse with the Flying Tail
- 1962: Hütet eure Töchter!
- 1963: Sonderurlaub
- 1963: Der Hexer
- 1963: Orden für die Wunderkinder
- 1964: Sie werden sterben, Sire
- 1964: Der Nußknacker
- 1964: Der doppelte Nikolaus
- 1964: Lydia muss sterben
- 1965: Nachruf auf Egon Müller
- 1965: Bernhard Lichtenberg
- 1966: Endkampf
- 1966: Onkel Filser – Allerneueste Lausbubengeschichten
- 1966: Das Bohrloch oder Bayern ist nicht Texas
- 1967: Jacobowsky und der Oberst
- 1967: Ein unheimlicher Moment (Kurzfilm)
- 1967: Der Paukenspieler
- 1967: Fast ein Held
- 1968: Die Entführung aus dem Serail
- 1968: Engelchen oder Die Jungfrau von Bamberg
- 1968: Zuckerbrot und Peitsche
- 1969: Der Attentäter
- 1969: Vom Teufel geholt
- 1969: Engelchen macht weiter – hoppe, hoppe Reiter
- 1969: Der Kerl liebt mich – und das soll ich glauben?
- 1969: Charley’s Onkel
- 1970: Der Musterschüler
- 1971: Geschäfte mit Plückhahn
- 1972: Hoopers letzte Jagd
- 1972: Pulle + Pummi
- 1972: Poppea, die Hure von Rom – Messalina II (Poppea… una prostituta al servizio dell'impero)
- 1972: Finito l’amor
- 1972: Tatort – Kressin und der Mann mit dem gelben Koffer
- 1973: Ein Fall für Männdli (Serie)
- 1973: Hausfrauen-Report 4
- 1973: Geh, zieh dein Dirndl aus
- 1974: Eine geschiedene Frau (Mehrteiler)
- 1974: Preußenkorso Nr. 17
- 1974: Charlys Nichten
- 1975: Ich denk’ mich tritt ein Pferd
- 1975: Zwei Rebläuse auf dem Weg zur Loreley
- 1976: Auch Mimosen wollen blühen
- 1976: Schulmädchen-Report. 10. Teil: Irgendwann fängt jede an
- 1977: Die Teufelsbraut
- 1977: Die Vorstadtkrokodile
- 1978: Tatort – Der Feinkosthändler
- 1979: Es begann bei Tiffany
- 1980: Die Alten kommen
- 1980: Tatort – Spiel mit Karten
- 1981: Bleibt knackig, Freunde!
- 1982: Myriam – meine wilden Freuden
- 1984: Eine Frau für gewisse Stunden
- 1985: Mütter und Töchter
- 1986: Mary & Gordy: Frau’n, Frau’n, Frau’n
- 1993: Ich will nicht nur, daß ihr mich liebt – Der Filmemacher Rainer Werner Fassbinder